# Новотягловка
Новотя́гловка (рос. Новотягловка, ерз. Од Тягловка) — присілок у складі Кочкуровського району Мордовії, Росія. Входить до складу Семілейського сільського поселення.

## Населення
Населення — 60 осіб (2010; 85 у 2002).
Національний склад (станом на 2002 рік):
- ерзяни — 98 %